# Mistrzostwa Europy w Łucznictwie 2012
22. Mistrzostwa Europy w łucznictwie odbyły się w dniach 21–26 maja 2012 roku w Amsterdamie. 
Reprezentacja Polski zdobyła jeden medal, srebrny w mikście w strzelaniu z łuku klasycznego. 

## Medaliści

### Strzelanie z łuku klasycznego
| Konkurencja:           | Złoto:                                                               | Srebro:                                                     | Brąz:                                                      |
| indywidualnie kobiet   | Ksienija Pierowa                                                     | Naomi Folkard                                               | Cyrielle Cotry                                             |
| indywidualnie mężczyzn | Rick van der Ven                                                     | Klemen Štrajhar                                             | Thomas Faucheron                                           |
| drużynowo kobiet       | Francja · Berengere Schuh · Celine Bezault · Cyrielle Cotry          | Hiszpania · Magali Foulon · Iria Grandal · Helena Fernandez | Niemcy · Elena Richter · Lisa Unruh · Karina Winter        |
| drużynowo mężczyzn     | Holandia · Rick van der Ven · Sjef Van Den Berg · Rick van Den Oever | Włochy · Michele Frangilli · Marco Galiazzo · Mauro Nespoli | Ukraina · Markijan Iwaszko · Dmytro Hrachow · Wiktor Ruban |
| mikst                  | Włochy · Mauro Nespoli · Natalia Valeeva                             | Polska · Piotr Nowak · Anna Szukalska                       | Turcja · Yagiz Yilmaz · Begul Lokluoglu                    |

### Strzelanie z łuku bloczkowego
| Konkurencja:           | Złoto:                                                                 | Srebro:                                                       | Brąz:                                                         |
| indywidualnie kobiet   | Kristina Berger                                                        | Anastasia Anastasio                                           | Marcella Tonioli                                              |
| indywidualnie mężczyzn | Sergio Pagni                                                           | Martin Damsbo                                                 | Paul Titscher                                                 |
| drużynowo kobiet       | Niemcy · Kristina Berger · Andrea Weihe · Melanie Mikala               | Włochy · Anastasia Anastasio · Marcella Tonioli · Laura Longo | Francja · Pascale Lebecque · Caroline Martret · Joanna Chesse |
| drużynowo mężczyzn     | Francja · Pierre Julien Deloche · Dominique Genet · Christophe Doussot | Wielka Brytania · Duncan Busby · Liam Grimwood · Chris White  | Holandia · Peter Elzinga · Mike Schloesser · Ruben Bleyendaal |
| mikst                  | Holandia · Peter Elzinga · Inge Van Caspel                             | Włochy · Sergio Pagni · Marcella Tonioli                      | Rosja · Dmitrij Kożhin · Albina Łoginowa                      |

## Klasyfikacja medalowa
| Miejsce | Kraj            | Złoto | Srebro | Brąz | Razem |
| 1.      | Holandia        | 3     | 0      | 1    | 4     |
| 2.      | Włochy          | 2     | 4      | 1    | 7     |
| 3.      | Francja         | 2     | 0      | 3    | 5     |
| 4.      | Niemcy          | 2     | 0      | 2    | 4     |
| 5.      | Rosja           | 1     | 0      | 1    | 2     |
| 6.      | Wielka Brytania | 0     | 2      | 0    | 2     |
| 7.      | Dania           | 0     | 1      | 0    | 1     |
| 7.      | Hiszpania       | 0     | 1      | 0    | 1     |
| 7.      | Polska          | 0     | 1      | 0    | 1     |
| 7.      | Słowenia        | 0     | 1      | 0    | 1     |
| 11.     | Turcja          | 0     | 0      | 1    | 1     |
| 11.     | Ukraina         | 0     | 0      | 1    | 1     |